# Skua-Kliff
Das Skua-Kliff (polnisch Urwisko Skua) ist ein 106 m hohes Kliff auf King George Island im Archipel der Südlichen Shetlandinseln. Es ragt oberhalb des Petrified Forest Creek westlich der Arctowski-Station an der Admiralty Bay auf.
Polnische Wissenschaftler benannten es 1980 nach den hier nistenden Raubmöwen.